# Fred Jackman
Fred Woodruff Jackman (* 9. Juli 1881 in Tama County, Iowa; † 27. August 1959 in Hollywood, Kalifornien) war ein US-amerikanischer Kameramann, Filmregisseur und Spezialeffekt-Techniker.

## Leben
Fred Jackman begann 1916 seine Filmkarriere als Kameramann und wurde vorwiegend für Kurzfilme eingesetzt. Bei über 80 Filmen war er Chef-Kameramann. Ab 1919 führte Jackman auch Regie. 11 Mal inszenierte er Filme, darunter vier Kurzfilme.
1925 kümmerte sich Jackman auch um technische Aspekte bei Warner Bros. So kam er auch bald dazu, die kameratechnischen Spezialeffekte zu fertigen. Bis 1941 arbeitete er in diesem Feld für 22 Filme.
Von 1921 bis 1923 war er Präsident der American Society of Cinematographers.
1934 wurde Fred Jackman zusammen mit Sidney Saunders von RKO Studios, Inc. und der Fox Film Corporation mit dem Oscar für technische Verdienste ausgezeichnet. Damit wurde ihre Entwicklung des durchsichtigen Zellulose-Bildschirms für Bildmontagen gewürdigt.

## Filmografie (Auswahl)
- 1925: Ist das Leben nicht schrecklich? (Isn’t Life Terrible?)

- 1925: Die verlorene Welt (The Lost World) – Cheftechniker
- 1927: Der Jazzsänger (The Jazz Singer) – Techniker
- 1929: Die Insel der verlorenen Schiffe (The Isle of Lost Ships) – Spezialeffekte
- 1930: Start in die Dämmerung (The Dawn Patrol) – Spezialeffekte
- 1930: Moby Dick – Technische Effekte
- 1931: Svengali – Technische Effekte
- 1935: Ein Sommernachtstraum (A Midsummer Night’s Dream) –
- 1935: Unter Piratenflagge (Captain Blood) – Kameraeffekte
- 1935: Der versteinerte Wald (The Petrified Forest) – Kameraeffekte
- 1935: Öl für die Lampen Chinas (Oil for the Lamps of China) – Kameramann der Second Unit
- 1936: Höhe Null (Ceiling Zero) – Spezialeffekte
- 1936: Ein rastloses Leben (Anthony Adverse) – Kameraeffekte
- 1936: Zwei gegen die Welt (Tow Against the World)
- 1936: China Clipper
- 1936: Isle of Fury
- 1936: Der Verrat des Surat Khan (The Charge of the Light Brigade) – Kameraeffekte
- 1937: Geheimbund Schwarze Legion (Black Legion)
- 1947: Rächer ohne Waffen (Gunfighters) – Chefkameramann
- 1948: Der Rächer der Todesschlucht (Albuquerque) – Chefkameramann
- 1948: Insel des Grauens (Unknown Island) – Chefkameramann
- 1948: Abrechnung in Coroner Creek (Coroner Creek) – Chefkameramann
- 1949: Canadian Pacific – Chefkameramann
- 1949: Die Stadt der rauhen Männer (Fighting Man of the Plains) – Chefkameramann
- 1950: Die Todesschlucht von Arizona (The Cariboo Trail) – Chefkameramann